# Erich Pietzonka
Erich Pietzonka (4 października 1906 w Radomierowicach - 18 grudnia 1989 w Bad Sassendorfie), Niemiecki oficer w randze Obersta, Służył w czasie II wojny światowej w jednostce Fallschirmjäger. Został odznaczony Krzyżem Rycerskim Krzyża Żelaznego z Liśćmi Dębu.

## Odznaczenia
- Krzyż Żelazny
  - II klasa
  - I klasa
- Krzyż Rycerski Krzyża Żelaznego z Liśćmi Dębu
  - Krzyż Rycerski (5 września 1944)
  - 584th Liście Dębu (16 września 1944)